# Lilla Vensjön
Lilla Vensjön är en sjö i Bollnäs kommun i Hälsingland och ingår i Ljusnans huvudavrinningsområde.